# 大马莱
大马莱（法語：Malay-le-Grand，法語發音：[malɛ lə ɡʁɑ̃]）是法国勃艮第-弗朗什-孔泰大区约讷省的一个市镇，与小马莱相邻，属于桑斯区。

## 地理
大马莱（48°10'29"N, 3°20'28"E）面积21.8 平方千米，位于法国勃艮第-弗朗什-孔泰大區约讷省，该省份为法国中北部内陆省份，西接卢瓦雷省，西北接塞纳-马恩省，南至涅夫勒省，东临科多尔省，东北与奥布省接壤。
与大马莱接壤的市镇（或旧市镇、城区）包括：萨利尼、莱博尔德、马约、小马莱、诺埃、罗苏瓦、桑斯、韦龙。

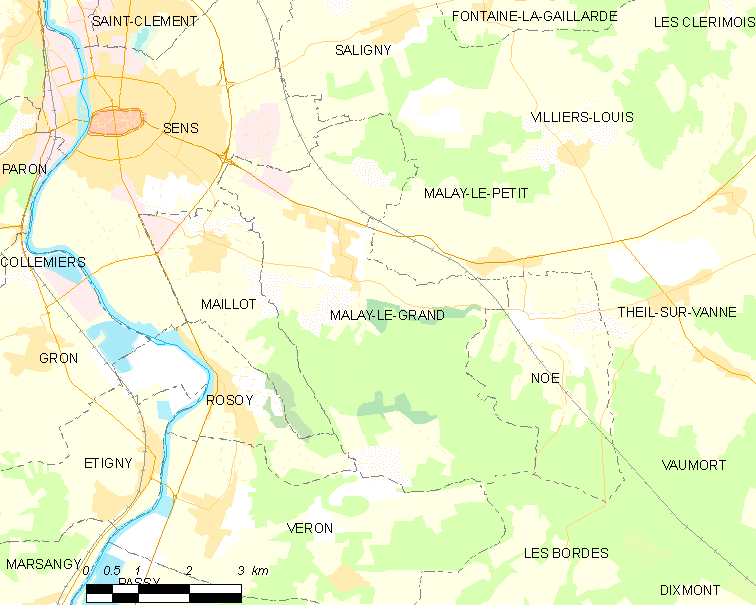
大马莱的OSM定位图

大马莱的时区为UTC+01:00、UTC+02:00（夏令时）。

## 行政
大马莱的邮政编码为89100，INSEE市镇编码为89239。

## 政治
大马莱所属的省级选区为桑斯第二县。

## 人口

1962-2008年间大马莱人口变化图示

大马莱于2022年1月1日时的人口数量为1635人。